# محمد بن علی مناوی
زین‌الدین عبدالرئوف بن تاج‌العارفین بن علی زین‌العابدین بن یحیی بن محمد حدادی مناوی (۹۵۲ قاهره - ۱۰۳۱ هجری) عالم شافعی بود. نزد عبدالوهاب شعرانی به تحصیل پرداخت و با تصوف آشنا شد. مدتی کنج عزلت گزید و آثار فراوانی تألیف کرد. پس از مدتی به تدریس در مدرسه صلاحیه قاهره مشغول شد. برخی از آثار او عبارتند از:
1. الاتحافات السنیة بالأحادیث القدسیة
2. اتحاف السائل بما لفاطمة من المناقب و الفضائل
3. ارسال أهل التعریف فی التصوف
4. ارغام أولیاء الشیطان بذکر مناقب أولیاء الرحمان
5. أسفار البدر عن لیلة القدر
6. أسماء البلدان
7. تیسیر الوقوف علی غوامض احکام الوقوف
8. الروض الباسم فی شمائل المصطفی أبی القاسم
9. شرح الدرة السنیة فی نظم السیرة النبویة(ص)
10. شرح قصیدة ابن سینا فی النفس و الروح
11. شرح المشاهد للشیخ الأکبر
12. الصفوة فی مناقب بیت آل النبوة
13. غایة الارشاد فی معرفة الحیوان و النبات و الجماد
14. الفائق فی حدیث خاتمة رسل الخالق
15. الفتح السماوی بتخریج أحادیث البیضاوی
16. فردوس الجنان فی مناقب الأنبیاء المذکورین فی القرآن[۱]